# .ie
.ie (Inglês: Ireland) é o código TLD (ccTLD) na Internet para a Irlanda.